# Salsa HP
Salsa HP o Brown sauce (salsa marró, en anglès) és un condiment: una salsa agredolça feta originalment per l'empresa HP Foods (i que actualment s'elabora a H.J. Heinz a la ciutat d'Elst -Holanda-). Es tracta d'una salsa elaborada amb vinagre de malta, alleugerida amb sucs de fruita i espècies. La salsa es serveix tant amb aliments freds com calents. De vegades s'afegeix a sopes i estofats. És una de les salses més conegudes al Regne Unit i al Canadà, així com una de les més comercialitzades, amb un 71% del mercat anglès.
La recepta original de la salsa HP (HP Sauce) és obra d'en Frederick Gibson Garton, un botiguer de Nottingham. En Frederick va registrar el nom com a H.P. Sauce el 1896 i ho va anomenar així per ser el nom d'un restaurant del Palau de Westminster on va començar a treballar. Des dels orígens i durant molt de temps, les etiquetes de les ampolles duien imatges del Palau de Westminster. En Garton va vendre finalment la marca i la recepta HP per la suma de £150 i el contracte va acabar finalment en impagament per part de n'Edwin Samson Moore. En Moore (fundador de Midlands Vinegar Company -el precursor d'HP Foods- va fabricar posteriorment la salsa HP al 1903. Algunes històries suggereixen que el nom d'HP va ser derivat de "Harry Palmer". Es diu que en Palmer va ésser qui realment va inventar la recepta i va comercialitzar el producte com a "Harry Palmer's Famous Epsom Sauce". Aquesta versió de la història estableix que en Palmer, qui feia força juguesques a Epsom Races, es va veure forçat a vendre la recepta a Garton per cobrir els seus deutes. Tot i això, no hi ha evidències a la història oficial de la marca que mostri la existència del tal Palmer.
La salsa HP s'ofereix en una varietat de formats i sabors. Sempre ha estat rellevant la característica ampolla de forma rectangular. De mica en mica s'hi van anar incloent els gustos afruitats a la recepta original, passant pel suc de taronja fins al mango; tots ells amb l'objectiu de conferir-li un gust més àcid. La varietat sanomena "HP Chicken & Rib" al Canadà i als EUA. La variant de la salsa HP BBQ és un dels productes més importants a Anglaterra.